# Ostrovní zprávy
Ostrovní zprávy (v anglickém originále The Shipping News) je americko-kanadsko-švédský dramatický film z roku 2001. Režisérem filmu je Lasse Hallström. Hlavní role ve filmu ztvárnili Kevin Spacey, Julianne Moore, Judi Dench, Cate Blanchett a Pete Postlethwaite.

## Ocenění
Kevin Spacey byl za svůj výkon ve filmu nominován na ceny Zlatý globus a BAFTA. Na cenu BAFTA byla nominována i Judi Dench, ta si navíc vysloužila také nominaci na cenu SAG Award. Christopher Young byl pak na Zlatý globus nominován v kategorii nejlepší originální hudba ve filmu.

## Obsazení
| Kevin Spacey       | Quoyle            |
| Julianne Moore     | Wavey Prowse      |
| Judi Dench         | Agnis Hamm        |
| Cate Blanchett     | Petal             |
| Pete Postlethwaite | Tert Card         |
| Scott Glenn        | Jack Buggit       |
| Rhys Ifans         | Beaufield Nutbeem |
| Gordon Pinsent     | Billy Pretty      |